# Рэйчел Грин
Рэ́йчел Ка́рен Грин (англ. Rachel Karen Green) — персонаж и одна из шести главных героев популярного американского телевизионного сериала «Друзья». Её роль исполнила актриса Дженнифер Энистон. Героиня была придумана Дэвидом Крейном и Мартой Кауффман, создателями шоу, и появилась во всех 236 эпизодах в течение 10 сезонов, начиная с выхода пилотного эпизода 22 сентября 1994 года и заканчивая премьерой финальной серии 6 мая 2004 года. Рэйчел дебютирует в качестве сбежавшей невесты, которая воссоединяется со своей лучшей подругой детства Моникой Геллер и переезжает в Нью-Йорк. По ходу сериала, она постепенно эволюционирует от избалованной неопытной «папиной дочки» в успешную бизнесвумен. Во время второго сезона шоу у персонажа завязываются романтические отношения со своим другом, старшим братом Моники Россом, с которым она периодически сходится и расходится в течение 10 лет. От Росса у Рэйчел есть дочь, Эмма.
Изначально эта роль была предложена Теа Леони, первой кандидатуре создателей, и Кортни Кокс, однако обе актрисы отказались. Леони сделала выбор в пользу главной роли в сериале «Голая правда», тогда как Кокс в итоге исполнила роль Моники в «Друзьях». Будучи практически неизвестной на тот момент актрисой, которая ранее снималась в пяти непродолжительных ситкомах, Энистон прошла прослушивание на роль Рэйчел Грин, когда отказалась от участия в комедийном шоу «Субботним вечером в прямом эфире». После получения роли и до трансляции «Друзей», Энистон едва не была заменена на другую актрису, поскольку в то время она также снималась в другом комедийном сериале, «Выкарабкивающийся», который был закрыт после 10 эпизода, что позволило Энистон остаться в «Друзьях».
На протяжении десятилетия персонаж удостаивался положительных отзывов со стороны общественности. AV-Club приписывает большую часть раннего успеха сериала персонажу Энистон. Тем не менее, некоторые сюжетные линии с её участием, в частности романтические отношения с другом Джоуи Триббиани в начале десятого сезона, подверглись критике. Популярность Рэйчел утвердила её как главную героиню сериала, в результате чего она стала известна как один из величайших телевизионных персонажей всех времён. Помимо этого, причёска Энистон из второго сезона приобрела культовый статус и была названа в честь персонажа, «Рэйчел». Несмотря на возмущения самой актрисы по отношению к ней, стрижку по-прежнему используют миллионы женщин по всему миру, в связи с чем она остаётся одной из самых популярных причёсок в истории. Также Рэйчел считается иконой стиля из-за её влияния на женскую одежду в 1990-х годах. Между тем, их отношения с Россом часто упоминаются как одни из лучших отношений на телевидении.
Считается, что Энистон стала самой известной актрисой сериала, а роль Рэйчел принесла ей успешную карьеру в кино. За роль Рэйчел Энистон получила премию «Эмми» за лучшую женскую роль в комедийном телесериале, а также премию «Золотой глобус» за лучшую женскую роль в телевизионном сериале — комедия или мюзикл.

## Биография
Первое появление Рэйчел состоялось в пилотном эпизоде «Друзей», где она была представлена как сбежавшая невеста, которая бросила своего жениха Барри Фарбера (Митчелл Уитфилд) у алтаря. Она находит свою лучшую подругу детства Монику Геллер (Кортни Кокс), единственную знакомую из Нью-Йорка, которая соглашается позволить Рэйчел жить с ней, пока та пытается переосмыслить свою жизнь. Рэйчел знакомится с друзьями Моники: Фиби Буффе (Лиза Кудроу), Джоуи Триббиани (Мэтт Леблан) и Чендлером Бингом (Мэттью Перри), а также вновь встречает её старшего брата Росса Геллера (Дэвид Швиммер), который был безответно влюблён в неё в школе. Рэйчел, которая всю свою жизнь полагалась на деньги своих родителей и мечтала выйти замуж по расчёту, пытается реализовать себя в качестве молодой независимой женщины, устраиваясь на работу официанткой в кафе «Central Perk», где регулярно встречается вместе со своими новыми друзьями. Несмотря на то, что она плохо выполняет свои обязанности, Рэйчел сохраняет работу, поскольку в неё влюблён менеджер заведения, Гантер (Джеймс Майкл Тайлер).
К концу первого сезона Рэйчел узнаёт о чувствах Росса и понимает, что тоже любит его. Тем не менее, когда она наконец решает признаться ему, Рэйчел обнаруживает, что тот начал отношения с женщиной по имени Джули (Лорен Том). В конечном итоге Росс бросает Джули и делает выбор в пользу Рэйчел, и их отношения прогрессируют до конца второго сезона, однако в третьем сезоне молодые люди начинают всё чаще ссориться, когда Рэйчел увольняется из кафе и устраивается на работу в сфере моды. Росс ревнует её из-за завязавшегося общения с коллегой по работе, Марком (Стивен Экхольдт), в результате чего Рэйчел решает сделать «перерыв» в их отношениях. Росс приходит к выводу, что они расстались и прелюбодействует с другой женщиной. На следующий день Рэйчел возвращается к Россу, но, узнав о его измене, расстаётся с ним.
В следующих эпизодах после расставания Рэйчел и Росс изначально не разговаривают друг с другом, но при этом сохраняют обоюдные чувства. Во время пляжного отдыха со своими друзьями они ненадолго мирятся, когда Росс заканчивает свои отношения с Бонни (Кристин Тейлор), однако затем вновь расстаются из-за разногласий. В течение четвёртого сезона Рэйчел встречается со своим клиентом Джошуа (Тейт Донован), а у Росса завязываются отношения с племянницей босса Рэйчел, Эмили (Хелен Баксендейл), которой впоследствии делает предложение. В ответ, Рэйчел также делает предложение Джошуа, что отпугивает его. Затем, Рэйчел становится косвенной причиной расставания Росса и Эмили, когда во время обмена свадебными клятвами Росс называет свою невесту «Рэйчел». В конце концов, Росс разводится с Эмили, выбирая между ней и дружбой с Рэйчел.
В конце пятого сезона Росс и Рэйчел заключают брак, находясь под воздействием алкоголя, во время отдыха в Лас-Вегасе. В начале шестого сезона ходатайство об аннулировании брака было отклонено, из-за чего им приходится развестись. В седьмом сезоне Рэйчел и Росс проводят ночь, которая приводит к беременности Рэйчел. В конце восьмого сезона она рожает девочку и даёт ей имя Эмма Геллер-Грин. В течение первой половины девятого сезона они живут в квартире Росса, однако не возобновляют свои отношения.
В конце девятого сезона Джоуи признаётся Рэйчел в своих чувствах, и они решают стать больше, чем просто друзьями. Тем не менее, они расстаются в десятом сезоне, понимая, что между ними ничего не выйдет.
Рэйчел, в конце концов, находит работу во Франции, однако вспоминает признание Росса о том, что тот всё ещё любит её, и решает остаться. В последнюю минуту она выходит из самолёта и возвращается к Россу, после чего они окончательно воссоединяются друг с другом.

## Создание персонажа

### Образ
После закрытия их непродолжительного сериала «Семейный альбом», сценаристы Дэвид Крейн и Марта Кауффман обратились к Уоррену Литтлфилду, тогдашнему президенту NBC, с идеей «Друзей», ситкома о «том особенном времени, когда твои друзья, по сути, являются твоей семьёй», основываясь на личном опыте, когда они были подростками, проживающими в Нью-Йорке. Прообразами главных героев послужили их собственные друзья. Кауффман и Крейн намеревались создать образ молодой девушки, которая не была готова ко взрослой жизни, в результате чего была придумана героиня Рэйчел Грин, изначально названная Рэйчел Роббинс. Несмотря на то, что первоначально критики и зрители воспринимали Монику как главную героиню сериала, авторы отдали Рэйчел основную сюжетную линию пилотного эпизода. Прежде чем решить, что заглавной темой сериала станут отношения Рэйчел и Росса, сценаристы хотели, чтобы центральной парой ситкома были Моника и Джоуи. Тем не менее, после успеха пилотного эпизода, в котором возникли предпосылки на любовную линию Росса и Рэйчел, благодаря образовавшейся экранной химии между Энистон и её коллегой Дэвидом Швиммером, Крейн и Кауффман переработали концепцию сериала, решив, что шоу будет построено на «преодолении препятствий на пути к совместному счастью персонажей».
Аудитория начала болеть за союз Рэйчел и Росса с самого начала «Друзей», открыто выражая своё недовольство, когда Рэйчел не обращала внимания на чувства Росса к ней. В «Эпизоде, где Рэйчел понимает», — финале первого сезона, отношения между персонажами претерпели первые серьёзные изменения, поскольку Рэйчел наконец поняла, как дорога Россу, а также насколько тот дорог ей. Тем не менее, в то время мало кто из создателей «Друзей» ожидал, что отношения этих персонажей приобретут любовь и популярность у фанатов сериала, поэтому эпизод долгое время оставался незавершённым. Впервые концепция этого эпизода была предложена Джеймсом Берроузом. Создатели чувствовали, что пришло время изменить динамику пары, чтобы избежать повторяющегося клише: «он скучает, она не замечает», вдохновляясь творчеством автора Джейн Остин при развитии линии героев. Поскольку ставки на этот эпизод были беспрецедентно высоки, «Эпизод, где Рэйчел понимает» подвергся наибольшему количеству изменений по сравнению со всеми эпизодами «Друзей». Первый поцелуй пары в конце второго сезона, в «Эпизоде, где Росс выясняет», был встречен оглушительными аплодисментами из «студийной аудитории». Крейн признал, что держать зрителей, заинтересованными в их отношениях в течение десяти лет было не просто, а по словам Джонатана Бернштейна из The Daily Telegraph, этого эффекта удалось достичь за счёт многочисленных клиффхэнгеров, приводивших к обстоятельствам, в силу которых Росс и Рэйчел не могли остаться парой. В соответствии с Энциклопедией телевидения Хораса Ньюкоума, постоянно колеблющиеся отношения Росса и Рэйчел привнесли элемент драмы в жанр комедийных сериалов. В то же время, в своей статье для The New York Review of Books, Элейн Блэр согласилась, что в «Друзьях» образовалась «химия между двумя персонажами, которые не могут быть вместе из-за возникающих на пути препятствий, отчего их союз откладывается на долгое время».
После того, как Рэйчел и Росс, находясь под воздействием алкоголя, поженились в Лас-Вегасе в финале пятого сезона, Швиммер изначально выступал против развода его персонажа с героиней Энистон, считая, что третий развод Росса — «перебор». По мнению актёра, это бы «умалило все предшествующие отношения Росса, поскольку тот нашёл в себе силы, чтобы жениться на ком-то другом, а затем вновь влюбился в Рэйчел, что зашло слишком далеко». В десятом сезоне была придумана романтическая сюжетная линия Рэйчел и Джоуи, с помощью которой сценаристы хотели осложнить воссоединение Росса и Рэйчел. По мнению Крейна, отношения Рэйчел и Джоуи были необходимы «для дальнейшего блага», поскольку сам автор считал их «неуместными». Тем не менее, актёры первоначально были против такого сюжетного поворота, так как по их мнению персонажи Рэйчел, Джоуи и Росса совершали бы нехарактерные для них поступки, а зрители «обиделись бы на Джоуи, возжелавшего женщину, которая недавно родила, обиделись бы на Рэйчел, которая отвергла чувства Джоуи, или обиделись бы на Росса, который стоит между ними». В то же время, авторы тщательно продумывали линию с беременностью Рэйчел и появления ребёнка в сериале, поскольку не хотели, чтобы «Друзья» стали «ситкомом о детях», однако также не могли «делать вид, что его [ребёнка] нет». По словам Роберта Бьянко из USA Today, благодаря линии с беременностью Рэйчел «Друзья» «поднялись на вершину рейтинга». К моменту написания финального эпизода Крейн и Кауффман были твёрдо уверены в воссоединении Росса и Рэйчел в завершении сериала. Авторы заявили, что: «мы обламывали зрителей в течение 10 лет с их „будут они вместе или не будут“, и больше не видели никакой надобности в их разочаровании». Тем не менее, в какой-то момент создатели задумывались оставить Росса и Рэйчел в «неопределённом положении, когда они с одной стороны не вместе, но в то же время есть ощущение, что они могут воссоединиться в будущем». В конечном счёте, Крейн и Кауффман решили пойти на уступку фанатам и «дать им то, чего они хотели».

### Кастинг
Рэйчел Грин была последним персонажем, на роль которого была выбрана актриса. Дженнифер Энистон прошла прослушивание вскоре после того, как отказалась от участия в комедийном шоу «Субботним вечером в прямом эфире». Изначально назначение Энистон было подвергнуто сомнению как её собственными друзьями, так и актёром Адамом Сэндлером, участником шоу «Субботним вечером в прямом эфире». Первой кандидатурой на роль Рэйчел была актриса Теа Леони, которую на тот момент называли следующей «Люсиль Болл», однако та отказалась от роли в пользу участия в сериале «Голая правда». Прослушивание также проходила актриса Элизабет Беркли. Другими претендентами на роль Рэйчел Грин были: Дениз Ричардс, Мелисса Риверс, Николетт Шеридан, Паркер Поузи и Джейми Герц. Изначально продюсеры хотели, чтобы Кортни Кокс сыграла Рэйчел, в частности Крейн и Кауффман находили актрису «весёлой и жизнерадостной». Кроме того, Кокс имела наибольшую известность среди относительно известных актёров основного состава. Тем не менее, Кокс, в конечном результате, предпочла роль Моники Геллер, лучшей подруги Рэйчел, поскольку считала, что недостаточно «чудная», чтобы сыграть последнюю. В то же время, Энистон рассматривалась на роль Моники, однако сама актриса больше хотела исполнить роль Рэйчел, так как считала, что ей больше подходит эта героиня. В какой-то момент Кокс начала сожалеть о своём решении сыграть Монику, пока сюжетные линии её персонажа не начали прогрессировать.
«Друзья» стали шестым ситкомом, в котором приняла участие Энистон, тогда как все её предыдущие сериалы были преждевременно закрыты. В отчаянии, Энистон начала сомневаться в себе как в актрисе, и лично обратилась к Литтлфилду для придания уверенности, и тот подтолкнул её пройти прослушивание в «Друзьях». На тот момент сериал назывался «Друзья как мы». Ранее Крейн и Кауффман также работали с Энистон. Тем не менее, возникли осложнения с её участием в роли Рэйчел, поскольку в то же время Энистон снималась в другом развивающемся сериале от CBS под названием «Выкарабкивающийся», в котором она играла молодую девушку, чья мать возвращается домой через два года после заключения в тюрьме. Первоначально CBS отказалась освобождать Энистон от контракта в соответствии с которым актрисе нужно было совмещать съёмки в обоих проектах,, из-за чего ей приходилось в течение двух недель посещать съёмочные площадки «Выкарабкивающегося» и «Друзей». Между тем, NBC приходилось рассматривать возможность о пересмотре роли Рэйчел, замене Энистон и пересъёмке нескольких эпизодов, в случае успеха сериала от CBS, рассчитывая убытки в размере миллионов долларов. Несмотря на это, Литтлфилд был уверен в провале «Выкарабкивающегося». Продюсеры «Друзей» надеялись, что «Выкарабкивающийся» будет закрыт до премьеры их сериала, в то время как Энистон опасалась, что сериал от CBS станет более успешным из двух ситкомов, предпочитая съёмки в «Друзьях». В течение этого периода, из-за поставленного под сомнение исполнения роли Рэйчел, Энистон была вынуждена не принимать участие в нескольких рекламных акциях и фотосессиях, связанных с «Друзьями». Руководство NBC исключило её из мероприятий на тот случай, если актриса будет заменена. Энистон прокомментировал эту ситуацию: «Когда мы снимали первое групповое фото актёрского состава… меня попросили выйти из кадра, потому что они не знали, буду ли я в дальнейшем играть Рэйчел». Режиссёр Джеймс Берроуз признался, что участие Энистон было серьёзно поставлено под сомнение. Продюсеры начали прослушивание других актрис на роль, в то время как Энистон получала телефонные звонки от своих подруг с содержанием: «Я прохожу прослушивание на твою роль в „Друзьях“». В конечном счёте, «Выкарабкивающийся» был закрыт спустя три месяца после премьеры, и было выпущено всего десять эпизодов, за две недели до выхода пилотного эпизода «Друзей» в эфир. Это позволило Энистон сохранить свою роль в сериале, в результате чего она стала самой молодой актрисой ситкома, будучи в возрасте 25 лет. Крейн высоко оценил образ Рэйчел от Энистон, поскольку считал, что «в чужих руках Рэйчел бы раздражала своей избалованностью и не вызывала симпатию», похвалив актрису, которая «вдохнула жизнь в сложного персонажа».
Крейн и Кауффман разрабатывали «Друзей» как комедийный ансамбль в связи с чем Warner Bros. продвигали сериал как продукт данного жанра, чтобы актёры появлялись в полном составе на интервью и фотосессиях,. «Друзья» стали одним из первых ситкомов, в основе которых не лежали ситуации, разворачивающиеся на рабочем месте, не являлись семейным ситкомом, а одну из ведущих ролей не исполнял известный комик. По мнению Элизабет Колберт из The New York Times, каждый из основных персонажей был «одинаково важен». Как сценарист, Крейн объяснил это тем, что «использование шести равных игроков, а не выделение одного или двух, позволило бы создать множество сюжетных линий». Кауффман подтвердила, что "«Друзья работали лучше всего, когда весь основной актёрский состав находился на сцене». Единственная причина, по которой Энистон появляется первой во вступительной заставке, заключается в том, что актёры перечислялись в алфавитном порядке. Создатели предполагали, что ансамблевый формат шоу не приведёт к разногласиям актёров относительно экранного времени. Также, участники основного состава стали первыми актёрами на телевидении, которые договорились о равной зарплате. Они отказывались работать до тех пор, пока их требования в размере 100 000 долларов за эпизод не были удовлетворены во время производства третьего сезона тогда как в девятом и десятом сезонах они получали по 1 млн долларов за эпизод, приблизительно 25 млн долларов в год. Наряду с Кокс и актрисой Лизой Кудроу, которая исполнила роль Фиби Буффе, Энистон стала самой высокооплачиваемой актрисой на телевидении в истории,. К тому времени Энистон затмила Кокс в качестве самой известной сериальной актрисы, во многом благодаря популярности причёски «Рэйчел» во всём мире, в результате чего актриса проложила дорогу в кино а также её браку с актёром Брэдом Питтом, снявшемся в качестве приглашённой знаменитости в одном из эпизодов ситкома,. Временами продюсеры использовали популярность актрисы, чтобы повысить рейтинги сериала, в частности её поцелуй в седьмом сезоне с актрисой Вайноной Райдер и линию беременности. В 2002 году Энистон заявила, что девятый сезон станет для неё последним и первоначально не решалась вернуться к работе над заключительным десятым сезоном. Она прокомментировала свои сомнения в интервью с Мэттом Лауэром из NBC: «Я хотела, чтобы это закончилось, когда люди всё ещё любили нас, и мы были на высоте». Тем не менее, актриса в итоге согласилась сняться в последнем сезоне, завершив свою роль в «Друзьях». Кроме того, количество эпизодов в десятом сезоне было уменьшено с 24 до 18, чтобы избежать конфликта с графиком Энистон,.

## Личность и особенности
Рэйчел является самой младшей из шести главных героев «Друзей». Термин «избалованная» часто используется для описания личности персонажа во время его первых появлений. В Британской энциклопедии Рэйчел описывается как «избалованный и забавный персонаж». Согласно первоначальному описанию персонажа Рэйчел, написанному самими Крейном и Кауффман для пилотного эпизода, героиня задумывалась как «избалованная, но отважная девушка, которая не заработала ни на что из того, что имеет», в отличие от своей лучшей подруги Моники, и «ни к чему не приученная». Джеймс Эндрст из Hartford Courant назвал её «избалованным богатством ребёнком», в то время как Daily News охарактеризовал Рэйчел как «очаровательную избалованную папину дочку». В своей книге «Дженнифер Энистон: от „Друзей“ к кино» Ким Этингофф описывала персонажа «озорным и временами избалованным» тогда как по мнению TV Land Рэйчел была «наивной»,. Райан Гилбей из The Guardian сравнил Рэйчел с другими женскими персонажами сериала, отметив, что «она не ограничивалась чувством собственного достоинства, как Моника, и в то же время не была не от мира сего, как Фиби». На неё часто вешали ярлык «девушки по соседству». Энн Билсон из The Telegraph описала Рэйчел как «забавную, но не слишком забавную, симпатичную, но не слишком симпатичную, сексуальную, но не слишком сексуальную, безрассудную, но не слишком безрассудную». Доминик Уиллс из TalkTalk TV охарактеризовал героиню как «умную, но легкомысленную, решительную, но недисциплинированную». В то же время Лиат Корновски из HuffPost назвал Рэйчел «красивой, желанной, слегка дёрганой, практически эгоцентричной».
Заметив, что главные герои шоу основаны на стереотипах, Джонатан Бернштейн из The Daily Telegraph идентифицировал Рэйчел как «самовлюблённую девушку, которая погружается в грязи из князей». В соответствии с описанием Reign Magazine, Рэйчел представляет собой «человека, полного уязвимости, юмора и силы, в то же время эстетически наделённого неоспоримыми красотой и очарованием». Хотя изначально героиня позиционировалась как абсолютно не приспособленная ко взрослой жизни женщина, по мере развития сериала личность Рэйчел начала соответствовать характеру самой Энистон, в результате чего девушка стала «более самодостаточной и вызывающей симпатию». В своей книге «Сияние во тьме: Кинозвёзды 2000-х» Мюррей Померанс отметил, что «чем сильнее размывалась грань между „настоящей“ Дженнифер Энистон и Рэйчел, тем более „аутентичной“ стала Энистон». Померанс также отметил, что «многогранность, нормальность и относительность» предают персонажу сходство с Энистон, в то время как персонаж, так и актриса очень выразительны. В своей книге «Как писать для телевидения» Мэдлин Димаджио отметила, что хотя "Рэйчел развивалась по ходу сериала… она всегда будет уживаться с избалованной, заботящейся о своём имидже папиной дочке, которая сбежала с собственной свадьбы в пилотном эпизоде. В обзоре BuddyTV было сказано, что «несмотря на кардинальные перемены Рэйчел в более поздних сезонах, она остаётся центральным персонажем среди шести главных героев». В рецензии Vogue Эдвард Барсамян выразил мнение, согласно которому «Рэйчел хоть и была самовлюблённой и своенравной, но оставалась, пожалуй, самым стильным и беззастенчиво одержимым модой персонажем в шоу». TV Land охарактеризовал личность и развитие героини в её биографии на сайте: «Рэйчел — прирождённый покупатель, но… не прирождённая работница. На самом деле, до переезда к Монике, ей никогда не приходилось работать, благодаря щедрости её родителей. К счастью, Рэйчел — умная, находчивая и роскошная, поэтому её ждёт светлое будущее». Исследуя сексуальный опыт персонажей сериала, Майк Д’Авриа определил, что в течение 10 лет у Рэйчел было 14 сексуальных партнёров, и при этом у неё был самый высокий процент серьёзных отношений, 71 %. В своём ревью Д’Авриа отметил: «На протяжении всего сериала Рэйчел постоянно знакомится с мужчинами, которых она хочет впечатлить. Обычно её флирт терпит неудачу, однако ей всё же удаётся построить с мужчинами серьёзные отношения». Кроме того, Рэйчел является единственной героиней, у которой был опыт с другой девушкой.
В интервью для Jewish Telegraph Кауффман подтвердила, что Рэйчел — еврейка. До этого критики и фанаты долгое время размышляли над тем, является ли Рэйчел еврейкой. Линдси Вебер из Vulture, которая идентифицировала себя как еврейку, отметила несколько сходств, а также еврейских стереотипов, характерных для героини, в том числе её обращение к бабушке Иде Грин, происхождение из Лонг-Айленда, а также взаимодействие с еврейским доктором, придя к выводу, что Рэйчел имеет отношение к еврейской культуре. В своей книге «Перемены к лучшему: Феминистская история мюзикла на Бродвее» Стейси Вулф охарактеризовала Рэйчел как одну из нескольких популярных женских телевизионных персонажей, воплощающих еврейские стереотипы в течение 1990-х годов. В то же время, Ребекка Франкель из JDate назвала Рэйчел одним из самых ранних и ярких примеров стереотипа еврейско-американской принцессы на экране. В своём исследовании для Университета Северной Каролины в Чапел-Хилле Алисия Р. Коренман также отметила первичные качества еврейско-американской принцессы Рэйчел, описав её как «избалованную, зависящую от денег своего отца и своего жениха, пребывающую в ужасе при мысли о том, что ей придётся работать, и в целом остающуюся неумелой в своих потугах сделать это, после чего и вовсе выясняется, что она сделала операцию на нос, но, в конечном итоге, она справляется, и в более поздних сезонах этот стереотип остаётся менее очевидным». В своей работе «Принцессы, шлемили, каратели и властные матери» Эван Купер описал Рэйчел как «еврейку-антисемитистку», поскольку, за исключением её имени, «она никогда не ссылалась на еврейскую культуру и не использовала идиш». Также Купер отметил, что хотя Рэйчел и обладает некоторыми качествами еврейско-американской принцессы, она скорее является носительницей стереотипа «маленькой женщины». Роберт Рорк из New York Post назвал Рэйчел «реабилитировавшейся еврейско-американской принцессой», в отличие от её сестры Эми (Кристина Эпплгейт), которая осталась «эгоистичной, высокомерной и самовлюбленной».

## Признание общественности
На протяжении десяти сезонов Рэйчел была положительно воспринята критиками и зрителями. Джон Рейд из AV-Club отметил, что пилотный эпизод обязан своим успехом героине Энистон, заявляя, что: «история группы друзей должна начинаться с незнакомца, приезжающего в город», описывая Рэйчел как «идеального незнакомца» для сюжета. Рейд также назвал Рэйчел ответственной за стимулирование развития остальных пяти главных героев сериала, рассматривая её появление как «катализатор для формирования каждого из них, так как, в отличие от остальных, Рэйчел заинтересована в переосмыслении своей жизни». В другой статье для AV Club, Соня Сарайя призналась, что наслаждалась первой неловкой встречей Рэйчел и Росса, поскольку это была первая сцена, когда «Рэйчел искренне посочувствовала другому человеку». Сарайя назвала Рэйчел «образцом для подражания для девушек, достигших совершеннолетия в 1990-х годах». Джозеф Ханания из The New York Times заявил, что получил удовольствие от сцены, где Рэйчел разговаривает со своим отцом по телефону в пилотном выпуске, назвав этот момент «весёлым». Боб Шейн из Los Angeles Times признался в симпатии к героине Рэйчел, отметив в шутку: «Я говорю о своих чувствах к Рэйчел с некоторым смущением, подобно Гантеру». Cosmopolitan описал Рэйчел как «лучшую вымышленную героиню, которую вы когда-либо видели», тогда как в People она была названа «избалованной, но вызывающей симпатию». TV Guide охарактеризовал Рэйчел как «дёрганную и очаровательную». В своей статье для Heat Эллен Керри высоко оценила постепенное превращение Рэйчел из официантки в бизнесвумен как «лучшую концепцию на телевидении».
По словам Роберта Бьянко из USA Today, сюжетная линия с беременностью Рэйчел спасла «Друзей», повысив рейтинги сериала и «остановила падение ситкома… в результате чего даже „Эпизод со свадьбой Моники и Чендлера“ не смог вызвать такого зрительского интереса». Бьянко отметил, что «по всей видимости, без этого изменяющего судьбу „Друзей“ сюжетного поворота, сериал, вероятно, закончился бы раньше». Boston.com назвал «Эпизод с игрой в мяч», «Эпизод со случайным поцелуем Рэйчел», «Эпизод с футболом», «Эпизод с ложной вечеринкой» и «Эпизод в Вегасе: Часть 1» пятью лучшими эпизодами, посвящённых Рэйчел. В то же время, TVLine критиковал Рэйчел за то, что та спала со своим бывшим женихом Барри в «Эпизоде со злым ортодонтом», назвав эпизод «позорным». Помимо этого, TVLine также подверг критике роль персонажа в «Эпизоде с ложной вечеринкой». Время от времени возникали противоречивые споры относительно персонажа, в частности в «Эпизоде, где доктор Рэморе умирает», в котором Рэйчел и Моника выясняли, кто из них получит последний презерватив, в итоге доставшийся Рэйчел благодаря победе в игре камень, ножницы, бумага. Кроме того, фанаты часто предъявляли претензии Энистон за поступки её героини в сериале, когда не были согласны с ними.
В течение первых двух сезонов «Друзей» героиня обзавелась большой популярностью среди женщин. Постоянное желание зрителей наблюдать за успехами Рэйчел помогло ей оставаться фаворитом фанатов на протяжении всех десяти сезонов сериала. В статье для TalkTalk TV Доминик Уиллс согласился с мнением, что "Рэйчел зарекомендовала себя как главный фаворит ситкома… и в то же время никто не мог сказать ничего плохого о Дженнифер Энистон в исполнение которой зрители «моментально влюбились». За свою игру Энистон неизменно получала похвалу, начиная с её дебюта в пилотном эпизоде. В статье для The Baltimore Sun Дэвид Зуравик упомянул Энистон в числе «очень сильных актёров»,, тогда как Тони Скотт из Variety отметил, что «все шесть главных героев очень талантливые и демонстрируют отличные комедийные навыки». Роберт Бьянко из Pittsburgh Post-Gazette высоко оценил игру трёх ведущих актрис. По мнению TV Guide, Энистон «мгновенно очаровала аудиторию своей идеальной внешностью и подкупающе несовершенным характером». Кевин Фэллон из The Daily Beast охарактеризовал исполнение Энистон в «Друзьях» как «работу блестящей актрисы». Райан Гилби из The Guardian выделил персонажа Энистон как «наименее карикатурного», отметив, что «благодаря возможности и желанию зрителя ассоциировать себя с персонажем, тот получает львиную долю внимания». Эндрю Коллинз из Radio Times назвал Энистон «актрисой, которая быстро похитила наши сердца в роли папиной дочки и начинающей модницы». В 2002 году Энистон получила награду «Эмми» за лучшую женскую роль в комедийном телесериале, а в 2003 году выиграла премию «Золотой глобус» за лучшую женскую роль в телевизионном сериале — комедия или мюзикл Доминик Уиллс из TalkTalk пришёл к выводу, что Энистон была удостоена этих наград за «своё блестящее выступление в шоу».

### Отношения
В течение десяти сезонов «Друзей» у Рэйчел было несколько романтических отношений, наиболее известными и значимыми из которых остаются колеблющиеся отношения с её другом Россом. Несмотря на огромную популярность у зрителей пара была неоднозначна воспринята критиками. Кэтрин Хассел из Daily Express назвала отношения персонажей «сердцевиной сериала». China Daily выделила воссоединение персонажей в финальном эпизоде, как один из самых ярких моментов ситкома,, тогда как Гари Сусман из Rolling Stone посчитал, что зрители были бы не довольны, если бы Рэйчел и Росс в конечном итоге не сошлись. Тем не менее, Джо Рейд из The Wire выразил мнение, что «дуэт Росса и Рэйчел был действительно великолепен только во втором сезоне». По мнению Virgin Media динамика пары «сильно утомила» к десятому сезону. E! поместил пару Рэйчел и Росса на 9-е место среди «величайших пар „Друзей“», отметив, что «их отношения подарили фанатам сериала достаточно культовых выражений, чтобы написать целую книгу». Фраза Фиби «Видите? Он [Росс] — её лобстер!» стала одним из самых популярных выражений сериала. Расставание Росса и Рэйчел в третьем сезоне породило дискуссию среди фанатов «Друзей», которые продолжают спорить о том, кто из них виноват: Рэйчел, которая предложила сделать перерыв в отношениях, или Росс за то, что тот переспал с другой женщиной сразу после этого. В своей статье для E! Дженна Маллинс встала на сторону Рэйчел: «нет никакого оправдания тому, что Росс спит с кем-то ещё после того, как его лобстер предложил сделать перерыв», добавляя: «Росс облажался». Еврейское сообщество было особенно восприимчиво к тому факту, что еврейско-американская пара существовала на телевидении в прайм-тайм, и, по мнению Lilith, это был «первый случай на телевидении».
Рэйчел и Росс считаются одной из величайших и самых любимых пар телевидении. Ninemsn назвал их лучшим дуэтом. Us Weekly поместил их на 2-е место среди «лучших пар на телевидении», а BuzzFeed — на второе. TV Guide назвал их третьей «телевизионной парой», а также «самой культовой телевизионной парой за последнее время». Extra разместил дуэт на восьмом месте в категории «лучшая пара на телевидении»: «Мы никогда так сильно не хотели свести двух людей, как Росса… и Рэйчел». Refinery29 включил пару Рэйчел и Росса в «список 16 телевизионных пар, за которыми нам всегда хочется наблюдать». Также пара часто входила в число лучших дуэтов в категории «будут они вместе или не будут». По мнению Network Ten, именно Рэйчел и Росс являются родоначальниками этой категории, а Suggest отметил, что извечный вопрос «будут они вместе или не будут» стал определяющим в их отношениях. Согласно Radio Times, пара стала олицетворением фразы «у нас перерыв». Фраза Фиби, где она называет Росса и Рэйчел лобстерами, стала одной из самых популярных и часто цитируемых. Кэтрин Рейли из Bustle дала определение этой фразе: «человек, который должен всегда быть с другим человеком». По мнению Тары Аквино из Complex, «у каждого найдётся своё мнение касательно отношений Росса и Рэйчел». Кроме того, линия беременности Рэйчел от Росса в восьмом сезоне считается моментом возрождения сериала.
Непродолжительный роман Рэйчел с её другом Джоуи в течение десятого сезона вызвал негативную реакцию как у критиков, так и у фанатов. Джошуа Курп из Splitsider пришёл к выводу, что любовный треугольник между Рэйчел, Джоуи и Россом стал главной причиной высоких рейтингов последних двух сезонов, несмотря на всю посредственность сюжетного поворота. Эрик Голдман из IGN назвал отношения Рэйчел и Джоуи «сомнительными». Entertainment Tonight Canada поместил «Эпизод после поцелуя Джоуи и Рэйчел» на 5-е место среди «10 худших эпизодов сериала», а автор Ай Пи Джонсон назвал его «безнадёжным». В то же время, E! благоприятно отозвался о паре Рэйчел и Джоуи: «они выявили позитивные черты в личностях друг друга и имеют схожее чувство юмора». Их отношения также породили дискуссию среди фанатов, которые спорили о том, было ли плохой идеей сделать Рэйчел и Джоуи парой. Дженна Маллинс из E! выразила своё мнение по этому поводу: «Это не сработало, потому что прошло слишком много времени с момента начала сериала. Отношения не имели смысла, поэтому их романтические сцены казались вымученными».
После расставания Росса и Рэйчел было много намеков на то, что они в конечном итоге воссоединятся навсегда, особенно с восьмого по десятый сезон. В последнем сезоне Рэйчел хотела переспать с Россом, когда у её отца случился сердечный приступ, прося «сочувствующего секса», от которого тот отказался, не желая использовать её в том состоянии, в котором она находилась. Тем не менее, Росс и Рэйчел снова провели ночь вместе перед тем, когда она должна была улететь в Париж, в результате чего Росс осознал, что всё ещё любит Рэйчел и намеревался вернуть её в финальном эпизоде. Рэйчел отказалась от работы в Париже, чтобы остаться с Россом, когда поняла, что по-прежнему любит его, и оба согласились с тем, что «это всё», воссоединившись друг с другом навсегда. Дженнифер Энистон, сыгравшая Рэйчел, подтвердила, что молодые люди в конечном итоге поженились и у них родился по крайней мере ещё один ребёнок.

## Культурное влияние
И Рэйчел и Энистон получили признание как иконы стиля благодаря влиянию на женскую моду в 1990-х годах, в особенности среди англичанок. По мнению Эдварда Барсамяна из Vogue, Рэйчел послужила источником вдохновения для «крутого нью-йоркского стиля». В соответствии с ревью Stylist, Рэйчел «возродила [любовь] к джинсовым рубашкам и комбинезонам» в то время как Махагони Клейтон из StyleBlazer пришёл к выводу, что «персонажу удалось превалировать над всеми модными трендами, которые не ускользали из поля её видения и использовались самыми стильными способами»,. Heat нарёк героиню «Королевой моды», отметив её влияние на популярность клетчатых юбок, джинсов и комбинезонов. Оценив каждый костюм, который персонаж носил в течение первого сезона, BuzzFeed популяризировала платье кефаль. TV Guide опубликовал статью под названием «17 способов, с помощью которых Рэйчел изменила мир моды 1990-х». Рэйчел часто называют одним из лучших персонажей на телевидении. Elle включил Рэйчел в список «50 самых хорошо одетых женщин на ТВ». PopSugar поместил «Друзей» на 15-е место среди «50 сериалов, которые изменили наш стиль», сославшись на «впечатляющий» гардероб Рэйчел. InStyle поставил «Друзей» на 36-е место в списке «самых модных телесериалов всех времён», восхваляя наряды Рэйчел, Моники и Фиби. Рэйчел заняла 28-е место среди «50 самых стильных персонажей телесериалов всех времён» по мнению StyleCaster. Cosmopolitan составил список из «16 вещей рабочих вещей Рэйчел Грин, которые можно было бы надеть сегодня», а Virgin Media назвал её самой сексуальной героиней на телевидении. Журнал Brides включил свадебное платье Рэйчел из пилотной серии в число «лучших свадебных платьев на телевидении».
Причёска Рэйчел, придуманная стилистом Дженнифер Энистон, которую героиня носила с 1994 по 1996 год в течение первых двух сезонов сериала, стала популярна у многих женщин и даже получила собственное название «Рэйчел». Впервые стрижка появилась в 20-м эпизоде сериала: «Эпизод со злым ортодонтом». По мнению Энистон, её парикмахер Крис Макмиллан создал причёску, когда находился под воздействием марихуаны. «Рэйчел» моментально приобрела популярность среди женщин, запустив международный тренд. При этом, популярность причёски была пропорциональна популярности «Друзей» во второй половине 1990-х. По статистике Marie Claire, более 11 миллионов женщин носили стрижку в течение десятилетия, а исходя из заключения Daily Express особенно популярна причёска была у англичанок, которые посещали парикмахерские, «сжимая в руке журналы с фотографией Энистон».
Согласно ревью Vanity Fair: «широко распространенная популярность причёски в течение первого года трансляции сериала укрепило влияние комедийного ситкома как очень влиятельного по части моды». «Рэйчел» остается одной из самых популярных причёсок в истории, а также одной из наиболее известных стрижек в Северной Америке со времён актрисы Фэрры Фосетт. Парикмахеры объясняют её привлекательность и популярность средней длиной и объёмом. По словам стилиста Марка Вулли, «эта стрижка красит практически всех девушек, и её предназначение заключается в том, чтобы они выглядели привлекательно». «Рэйчел» часто входит в число величайших и наиболее культовых причёсок всех времён. Redbook поместил её на 4-е место среди «75 самых известных причёсок в истории», а Time — на 9-е место. По мнению HuffPost, «Рэйчел» является одной из «самых известных причёсок на телевидении за всё время». Us Weekly поставил «Рэйчел» на 17-е место в списке «самых культовых причёсок», а Glamour поместил её на 4-е место среди «100 лучших причёсок всех времён». Журнал также охарактеризовал её как одну из «самых лучших причёсок, которые украшали маленькие экраны», а также как самую запоминающуюся причёска в истории телевидения. The Sydney Morning Herald оценил её как «вторую лучшую причёску на телевидении» тогда как Metro назвал её «второй лучшей причёской героини»,. В списке Entertainment Weekly «25 моментов моды, которые изменили мир развлечений» «Рэйчел» заняла 6-е место, а также была объявлена самой «желанной» причёской эпохи Клинтона.
Зара Барнс из Self в шутку заявила, что «настоящей звездой сериала были волосы Рэйчел». Оценив «Рэйчел» как одну из величайших причёсок на телевидении, Сара Каррильо из журнала Elle пришла к выводу, что её популярность «прославила „Друзей“». По мнению Тома Джича из The Baltimore Sun, «Друзья» породили множество запоминающихся выражений, однако большую часть популярности ситкома автор приписал причёске, называя её «крупнейшим эффектом подражания». Джон Робертсон из Complex заявил: «Со стрижкой, телевизионной славой, и обладая настоящим талантом в комедии… Энистон стала суперзвездой», затмив Кортни Кокс". Ханна Лайонс Пауэлл из Glamour согласилась, что причёска сделала Энистон «непревзойденной иконой стиля 1990-х, а также гордой обладательницей, вероятно, самой пресловутой и значимой причёски всех времён». По словам Джима Ворела из журнала Paste: «причёска Рэйчел задала тон для целого десятилетия». Тем не менее, Ребекка Кокс из Glamour была рада тому, что «стрижка так и осталась в 1990-х».
Во втором сезоне, в «Эпизоде с лесбийской свадьбой», Рэйчел ссылается на популярность своей стрижки, когда жалуется, что её собственная мать пытается аналогичным образом переосмыслить свою жизнь, задаваясь вопросом: «Не проще ли было просто сделать такую же причёску, как у меня?». Хотя Энистон постоянно ассоциировали с причёской её героини, сама актриса не была в восторге от неё. По признанию самой Дженнифер, ей было трудно поддерживать причёску без помощи Макмиллана: «Я проклинала Криса каждый раз, когда мне нужно было воспользоваться феном. Это было больше похоже на операцию!». Также Энистон считала, что ей больше хотелось побрить голову, чем носить эту стрижку до конца жизни. Вслед за Энистон, множество других знаменитостей носили причёску «Рэйчел»: Камерон Диас, Рэйчел Макадамс, Эмма Уотсон, Риз Уизерспун, Джулия Робертс, Тина Фей, Тайра Бэнкс и Лили Аллен.
Из-за своей популярности Рэйчел была признана главной героиней сериала и не раз входила в число величайших персонажей в истории телевидения. Us Weekly назвал Рэйчел лучшим персонажем на телевидение за последние два десятилетия, а также «одной из самых очаровательных представителей телесериалов». Entertainment Weekly поместил её на 6-е место в аналогичном списке. Она заняла 23-е место среди «100 величайших женщин на телевидении» по мнению AOL TV, а автор статьи Ким Поттс отметила, что «Рэйчел стала одним из любимых персонажей „Друзей“» для зрителей, оценив развитие персонажа. BuddyTV поставил Рэйчел на 15-е место в номинации «самые смешные девушки в истории ситкома», в то время как ChaCha поместил Рэйчел, Монику и Фиби на 11-е, 12-е и 13-е место в «топе 16 женских персонажей в телесериалах всех времён». По данным The Hollywood Reporter, специалисты Голливуда назвали Рэйчел Грин 29-м женским персонажем в 2016 году. В своей статье для Gigwise Джорджия Литтлджон посчитала, что Рэйчел послужила прообразом для героини Пенни из сериала «Теория Большого взрыва»: «Обе — блондинки, официантки, милые, забавные, симпатичные девушки по соседству». Кроме того, в некоторых книгах с именами для детей, а также на некоторых сайтах имя «Рэйчел» ассоциируется с героиней Дженнифер Энистон.
Как и её персонаж, Энистон стала главной звездой сериала. Карен Томас из USA Today назвала Энистон «нашим любимым „Другом“». Согласно Turner Classic Movies, Энистон стала «одной из самых популярных актрис на телевидении её эпохи». По словам Ким Этингофф, автора книги «Дженнифер Энистон: От „Друзей“ к кино», слава Энистон затмила известность её коллег по сериалу назвав её первой актрисой ансамбля, которой удалось «достичь высот». После окончания «Друзей», актриса продолжала вести успешную карьеру,. Участие Энистон в «Друзьях» помогло ей построить карьеру в кино. По мнению Inquisitr News: «Рэйчел — та самая роль, которая в конечном итоге привела Энистон к успеху» тогда как Брэдфорд Эванс из Splitsider заключил, что «Дженнифер Энистон, вероятно, не стала бы суперзвездой без „Друзей“»,. По словам Стива Чарнока из Yahoo! Movies: «Энистон — единственная участница основного состава сериала, ставшая настоящей кинозвездой после окончания ситкома». Некоторые кинокритики посчитали, что фильмография актрисы по-прежнему ограничивается ролью Рэйчел в романтических комедиях, помимо нескольких исключений. Райан Гилби из The Guardian отметил, что «некоторые из ролей Энистон в фильмах походили на Рэйчел, во всём, кроме имени». Эндрю Коллинз из Radio Times также согласился, что «Энистон, по всей видимости, обречена постоянно играть различные вариации Рэйчел». Согласно TV Guide: «Энистон обычно приглашают играть другую версию своей эмоциональной и очаровательной героини из „Друзей“». Сама актриса относит Рэйчел к трём ролям в своей карьере, которым она «обязана всем». Также Энистон призналась, что «пребывание в образе актрисы одной роли создаёт много проблем, включая формирование мнение людей о себе», а также ей с трудом удаётся «избавиться от ярлыка Рэйчел, которая сделала её одной из самых узнаваемых актрис в мире».